# Budičovice
Budičovice (německy Buditschowitz) jsou malá vesnice, část obce Skály v okrese Písek v Jihočeském kraji. Nachází se asi půl kilometru jihozápadně od Skal. Vesnicí protéká Skalský potok. Je zde evidováno 23 adres. V roce 2011 zde trvale žilo 35 obyvatel.
Budičovice leží v katastrálním území Skály u Protivína o výměře 17,76 km².

## Historie
První písemná zmínka o zdejší malé osadě s dvorcem nacházíme v písemných pramenech až roku 1399 v přídomku Onsoniho z Budičovic. Další záznam je pak z roku 1462, kdy Budičovice patřily Matěji Zákovi. Roku 1545 vlastnil Budičovice rytíř Václav Želízko z Tourového, který je v roce 1558 prodal Vilému Čejkovskému z Čejkov, pánu na Božovicích. Později se statek dostal k Protivínu a po jeho odprodeji od Hluboké se pak dostává do majetku Písecké obce.

## Obyvatelstvo
| Rok            | 1869 | 1880 | 1890 | 1900 | 1910 | 1921 | 1930 | 1950 | 1961 | 1970 | 1980 | 1991 | 2001 | 2011 | 2021 |
| -------------- | ---- | ---- | ---- | ---- | ---- | ---- | ---- | ---- | ---- | ---- | ---- | ---- | ---- | ---- | ---- |
| Počet obyvatel | 230  | 218  | 223  | 200  | 237  | 260  | 202  | 131  | 110  | 74   | 97   | 65   | 34   | 35   | 39   |
| Počet domů     | 21   | 22   | 23   | 23   | 24   | 23   | 23   | 24   | 24   | 17   | 20   | 20   | 19   | 19   | 20   |

## Pamětihodnosti
- Kaple na návsi obce je zasvěcená svatému Janu Nepomuckému a je zhruba z roku 1875.[9]
- Kaple zasvěcená svatému Vítovi se nachází jihozápadním směrem od obce v lese Hájek. Pochází z doby kolem roku 1850. Na plechové desce je tento nápis: „Na heřmaňském hřbitově, dřímají sladký sen naši otcové, naše drahé matky. Chodívali rádi sem ke svatému Vítu, aby Pán Bůh žehnal jim i jejich majetku.“ Prokop Prokop [9]

## Pověst
Podle pověsti, která se váže ke kapli zasvěcené svatému Vítovi, ji nechal postavit kníže, který se při pronásledování zvěře ztratil v zdejších lesích. Ráno šťastně našel cestu do nejbližší vesnice podle kohoutího kokrhání.

## Galerie

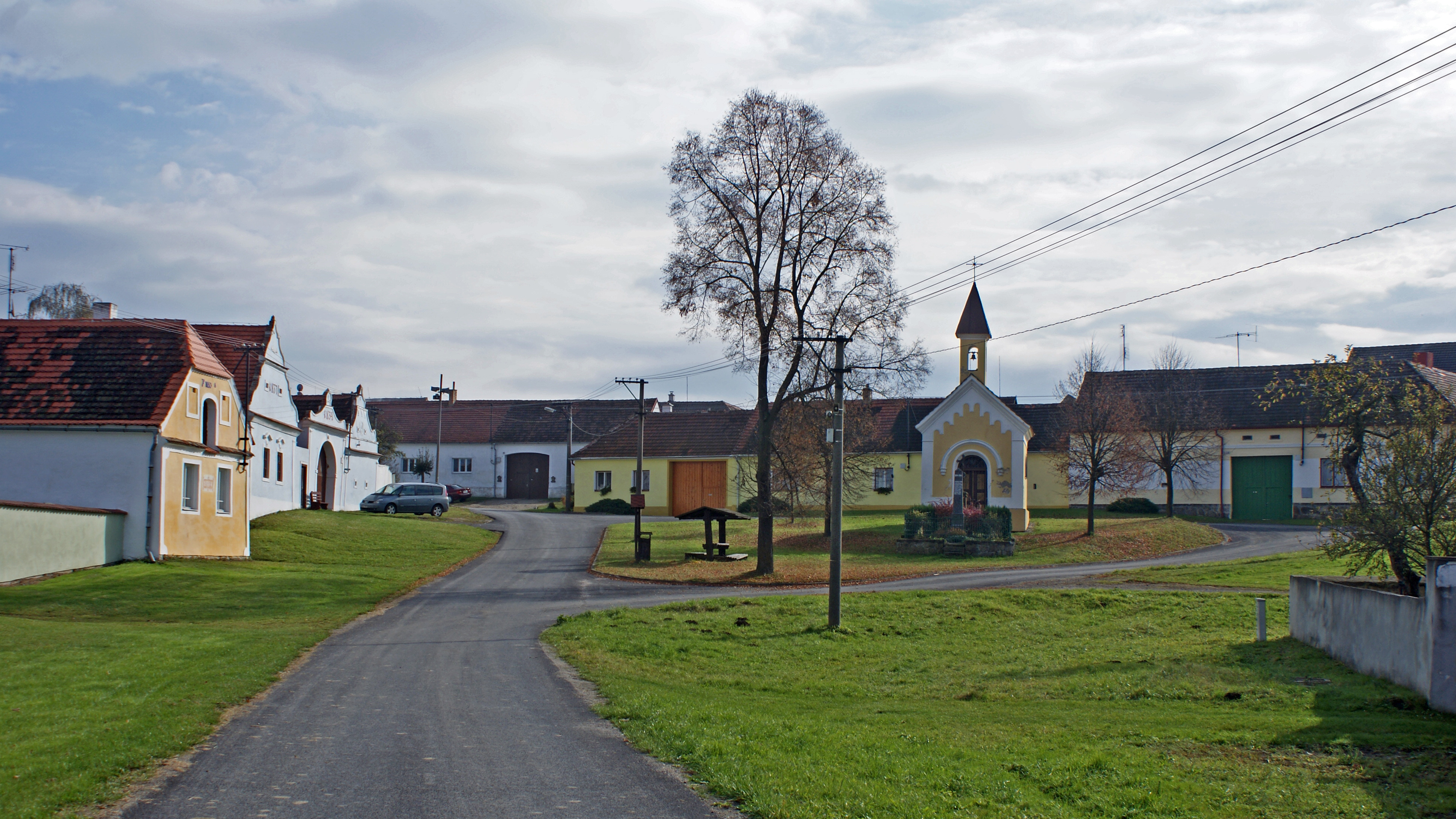
Náves
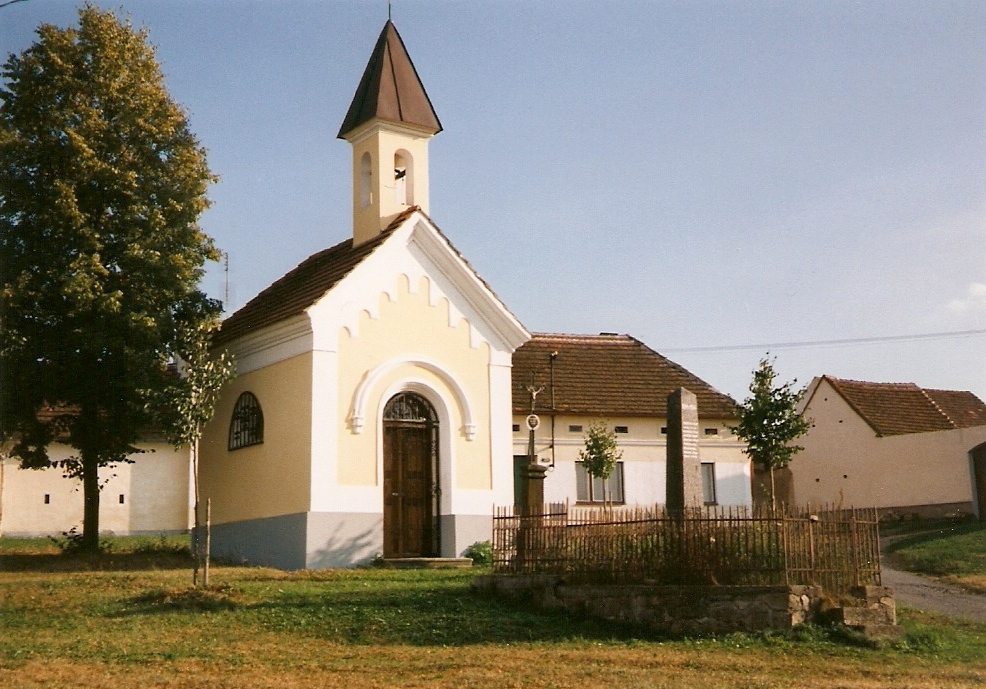
Kaplička na návsi
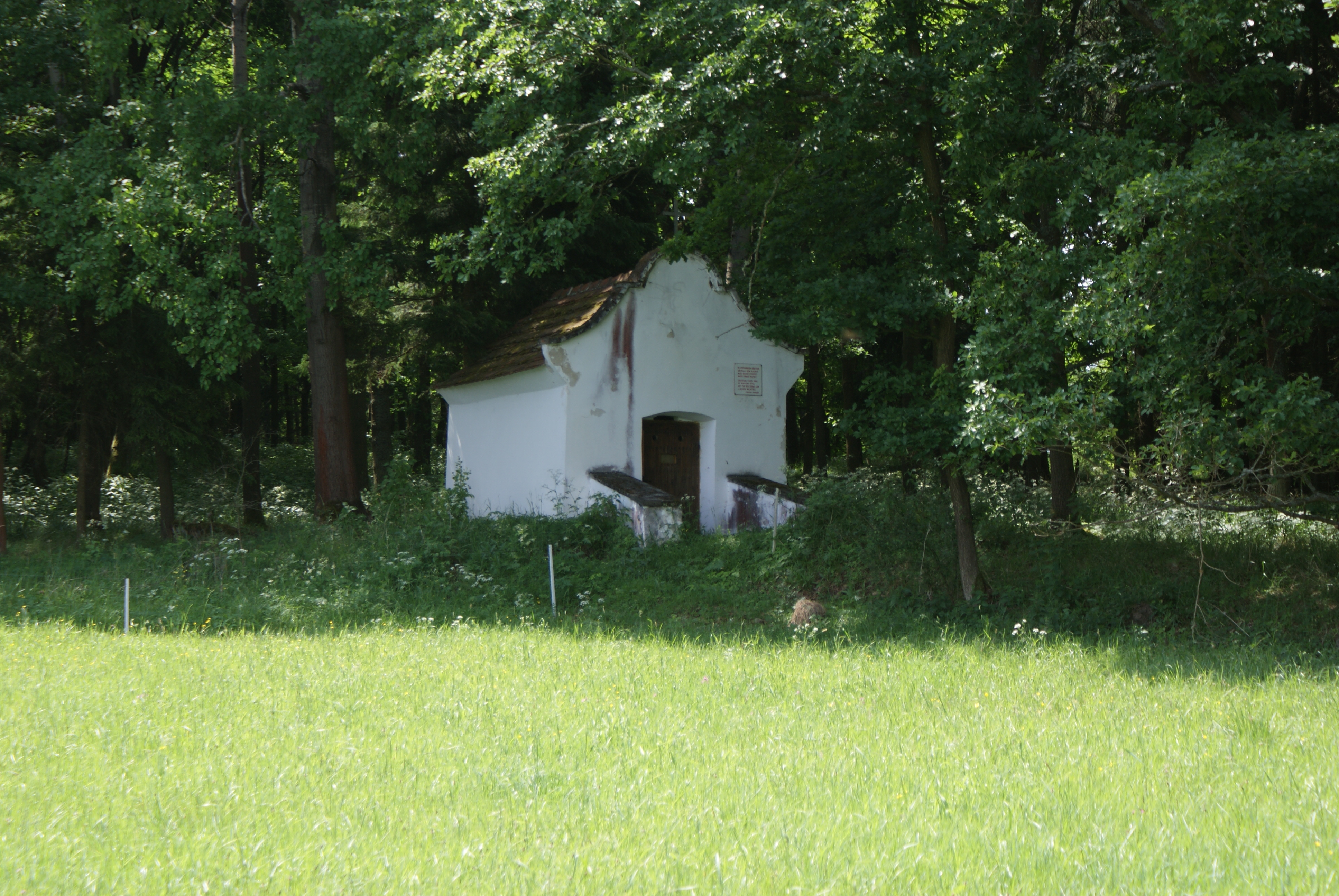
Kaplička sv. Víta